# Podróż nadziei
Podróż nadziei (niem. Reise der Hoffnung, tur. Umuda yolculuk) – szwajcarski dramat filmowy z 1990 roku w reżyserii Xaviera Kollera, zrealizowany w ramach koprodukcji międzynarodowej. Prawdziwa historia trzyosobowej rodziny kurdyjskich alewitów pochodzących z Turcji, która próbuje nielegalnie wyemigrować do Szwajcarii – kraju, który znają tylko z pocztówki. Obraz zdobył dla Szwajcarii Oscara za najlepszy film nieanglojęzyczny.

## Fabuła
Film opowiada prawdziwą historię, która wydarzyła się we wrześniu 1988 roku. Tureckie małżeństwo, Haydar i Meryem, wybrało się wtedy wraz z siedmioletnim synem Mehmetem Alim (jednym z siedmiorga dzieci) w długą podróż z ich rodzinnej wioski w górach południowo-wschodniej Turcji do wymarzonej, zamożnej Szwajcarii. Po sprzedaży domu i gospodarstwa rodzina wyruszyła najpierw do Izmiru, skąd statkiem dopłynęła do Genui. Stamtąd przemytnicy porzucili ich pod granicą włosko-szwajcarską, którą rodzina musiała przekroczyć pieszo w śniegu i mrozie. Podróż nadziei do ziemi obiecanej zakończyła się jednak tragicznie, gdy syn umarł na skutek hipotermii i wycieńczenia w ramionach niosącego go ojca.

## Obsada
- Necmettin Çobanoglu – Haydar Sener
- Nur Sürer – Meryem
- Emin Sivas – Mehmet Ali
- Yaman Okay – Turek
- Erdinc Akbas – Adama
- Mathias Gnädinger – Ramser
- Dietmar Schönherr – Massimo
- Andrea Zogg – Christen
- Erdal Merdan – Aldemir